# Мост Шодьер

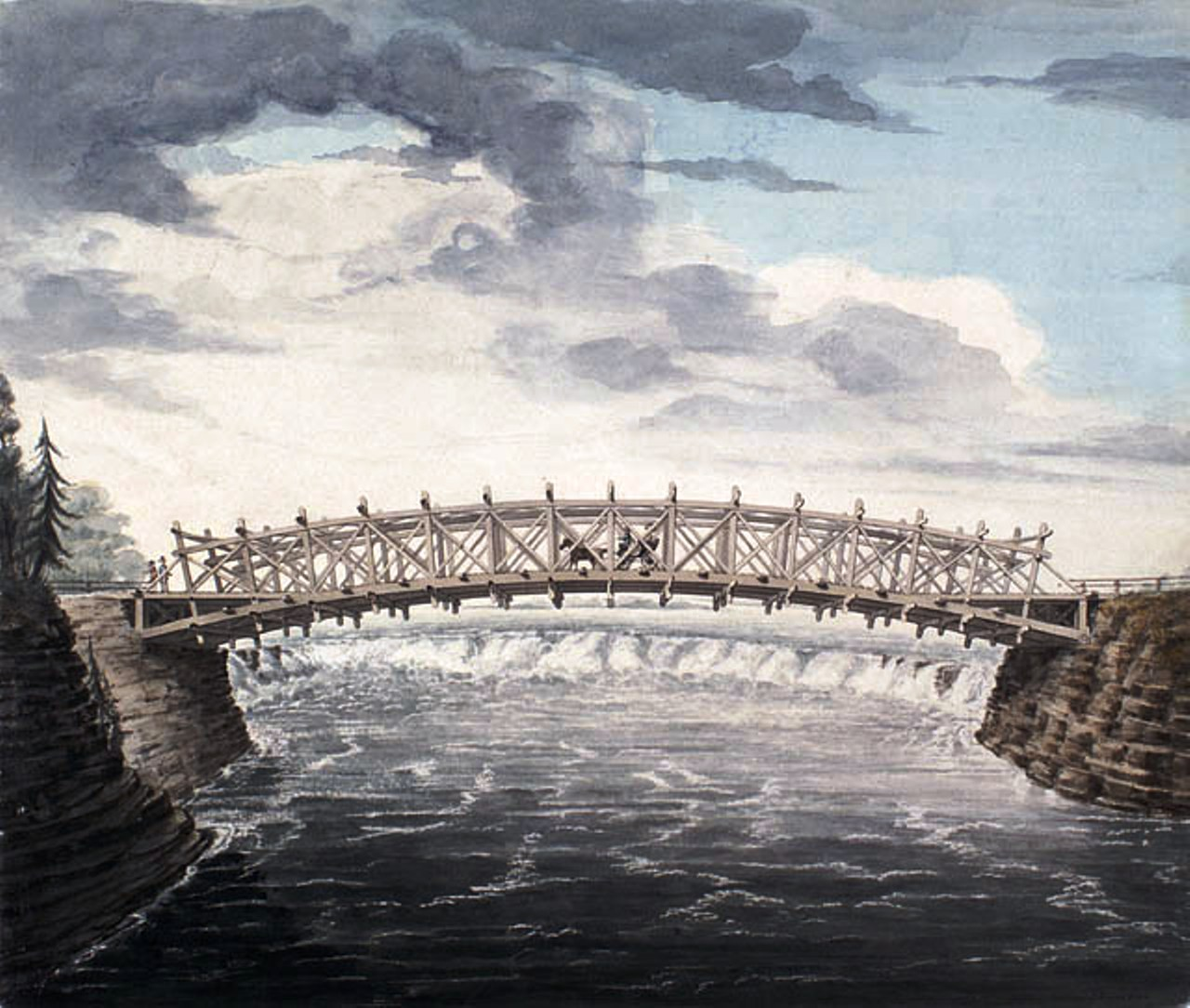
Первая версия моста (с деревянной аркой), которую построил Джон Бай в 1827 г.

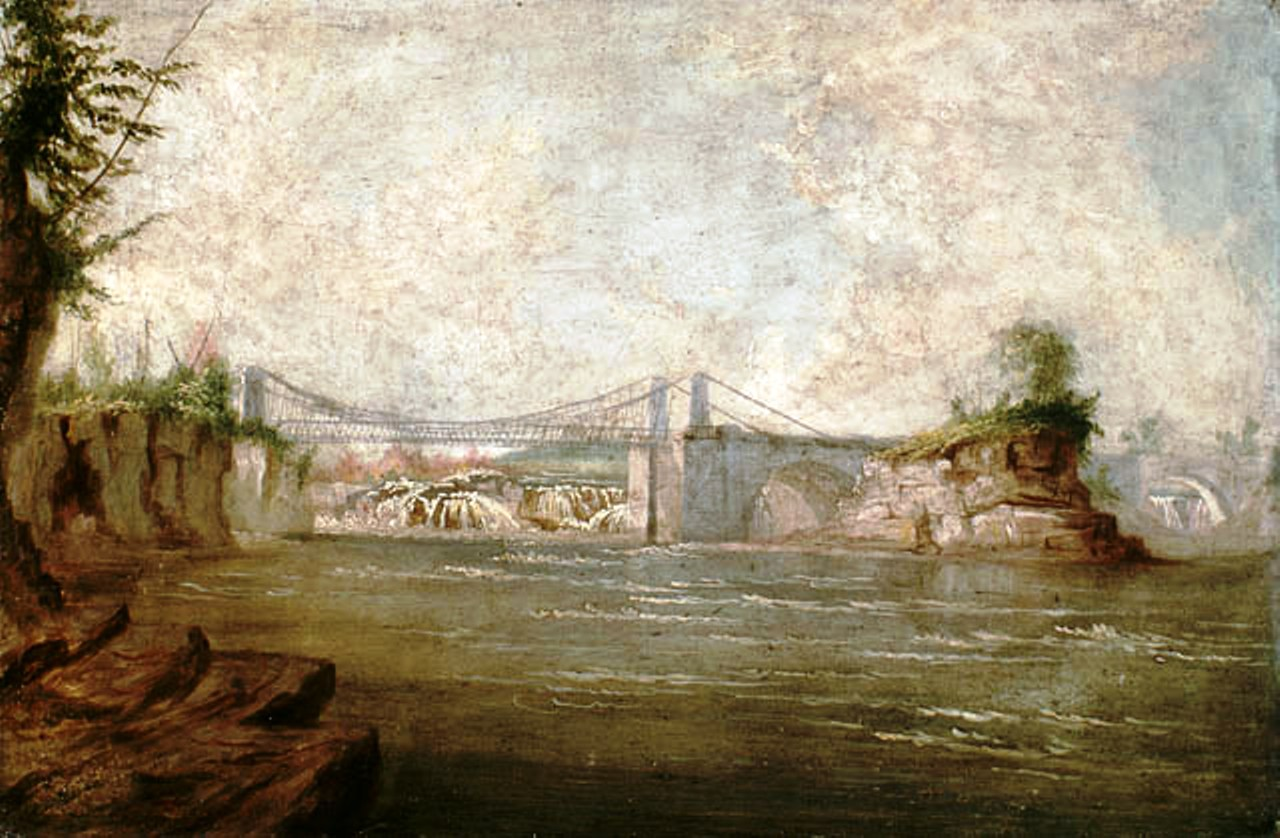
Вторая версия — подвесной мост, 1845 г.

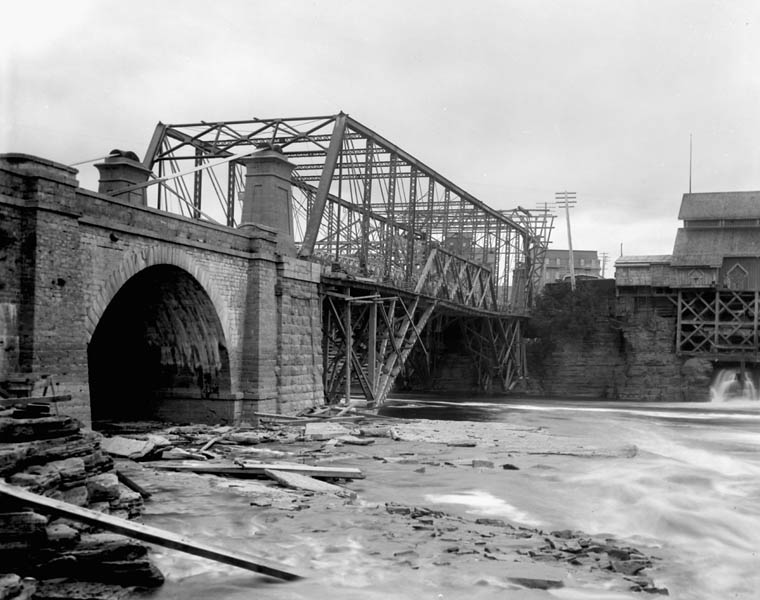
Третья версия — мост со стальным каркасом, 1892 г.

Мост Шодьер (фр. Pont de la Chaudière, англ. Chaudiere Bridge) — автодорожный металлический ферменный мост через реку Оттава. Расположен на расстоянии около 1 км к западу от Парламентского холма. Соединяет столицу Канады г. Оттава с г. Гатино в Квебеке. Назван в честь Шодьерских водопадов — когда-то мощных, напоминавших по форме гигантский котёл (фр. chaudière), но в результате сооружения ГЭС превратившихся в серию небольших порогов.

## Расположение
Мост соединяет улицу Эдди в секторе Халл г. Гатино с улицей Бут-стрит в г. Оттава. Мост проходит через острова Шодьер и Виктория. Часть моста проходит через промышленную территорию — сооружения завода E.B. Eddy.

## История
Самый первый из мостов Оттавы соорудил в 1828 г. на месте нынешнего моста Шодьер основатель Оттавы подполковник Джон Бай. Он назывался «Мост Союза», англ. Union Bridge и соединял Байтаун (название Оттавы в то время) с промышленным посёлком Райтвиль, который основал Филемон Райт.
Основным элементом первого моста была деревянная арка с небольшими каменными арками. Мост рухнул в 1836 г. До сооружения в 1844 г. нового моста — на этот раз подвесного — на его месте существовала паромная переправа. В 1889 г. мост был реконструирован — теперь он имел стальной каркас. Современный мост соорудила компания Dominion Bridge в 1919 г.